# Aspazija
Aspazija (sz. Johanna Emīlija Lizete Rozenberga, férjezett nevén Elza Pliekšāne; 1865. március 16. – Dubulti, 1943. november 5.) lett írónő, politikus.

## Élete
Elemi és középiskolai tanulmányait Jelgavában leányiskolában illetve leánygimnáziumban végezte. Az irodalom és a színház iránti érdeklődése korán megnyilvánult, és még diák korában tagja lett különböző ifjúsági szervezetnek is. A Jaunā strāva („Új Áramlat”) irodalmi-politikai szervezet tagjaként ismerkedett meg annak vezetőjével Jānis Pliekšānsszal (Rainis) aki ekkor mint fiatal költő és ügyvéd irodalmi folyóiratot adott ki. 1897-ben összeházasodtak. Előbb a litvániai Panenvėžysben, majd Moszkvában telepedtek le.
1905-ös forradalom elbukását követően a svájci Luganóba emigráltak. Innen 1920-ban tért férjével együtt Lettországba. 1920-tól Aspazija a Lett Szociáldemokrata Párt feminista platformjának a vezetője és parlamenti képviselő haláláig.

## Irodalmi munkássága
Már középiskolai tanulmányai során felkeltette érdeklődését a nők helye a kor társadalmában. Irodalmi munkássága a női emancipáció kérdéséről írt színdarabjaival kezdődött. Első színdarabjával az „Atriebēja” (A bosszúálló nő) című drámával ugyan díjat nyert, de a cenzúra nem engedte bemutatni. Ez a darabot több dráma követte, amelyek központjában általában a romantikus lázadó nő állt.
A századfordulótól mint költő is ismertté vált, és egyre nagyobb sikereket ért el. Első verseskötete, a Sarkanās puķes (Piros virágok) 1897-ben jelent meg. Ez a kötet romantikus verseket tartalmazott, ahogy egyik kritikusa írta róla, Aspaziával lélek költözött a lett irodalomba.
1897-ben el kellett hagynia Lettországot. A száműzetés idején írt verseinek a hangja már jóval komorabb. Ezek a versek 1904-ben Dvēseles krēsla („A lélek alkonya”) címen jelentek meg.
1905-ben férjével, Rainisszal együtt Svájcba emigrált és Lugánóban telepedtek le. Aspazija Svájcban eltávolodott a társadalmi problémáktól, az itt írt versei leginkább lírai alkotások, a természetről, saját gyermekkoráról.
Miután 1920-ban visszatért Lettországba, aktív politikai tevékenységbe kezdett. Ezt követően írt verseiben megjelennek szatirikus hangok is. Ekkor írt drámái elsősorban történelmi drámák. Igen jelentős a publicisztikai tevékenysége. Dubultiban (ma Jūrmala része) halt meg.

## Művei

### Színművek
- Atriebēja (A bosszúálló nő) (1887
- Vaidelote (Siránkozó) (1894)
- Zaudētās tiesības (Elveszett jogok) (1894)
- Ragana (A boszorkány) (1895)
- Neaizsniegts mērķis (El nem ért cél) (1895)
- Zeltīte (1901)
- Sidraba šķidrauts (Ezüst fátyol) (1905)
- Aspazija (1923)
- Boass un Rute (Boáz és Ruth) (1925)
- Torņa cēlājs (1927)
- Zalša līgava (1928)
- Pūcesspieģelis (Bagolyhuhogás) (1932)
- Velna nauda (1933)

### Költészet
- Sarkanās puķes (Piros virágok) (1897)
- Dvēseles krēsla (A lélek alkonya) (1904)
- Saulainais stūrītis (Napos zug) (1910)
- Ziedu klēpis (Egy nyaláb virág) (1911)
- Izplesti spārni (Kibontott szárnyak) (1920)
- Raganu nakts (Boszorkányéj) (1923)
- Trejkrāsaina saule (Háromszínű nap) (1926)
- Asteru laikā (Őszirózsa idején) (1928)
- Dvēseles ceļojums (Lélekvándorlás) (1933)
- Kaisītās rozes (Szétszórt rózsák) (1936)
- Zem vakara zvaigznes (Esti csillag alatt) (1942)

### Próza
- No atzīšanas koka (1919)
- Zila debess (1924)
- Zelta mākoņi (1928)
- Rudens lakstīgala (periodika, 1933)

### Publicisztika
- Raksti (1904)
- Raksti (1910)
- Kopoti raksti 10 sēj. (1920–1924)
- Mana dzīve un darbi 6 sēj. (nepabeigti) (1931–1940)
- Raksti 5 sēj. (iUSA, 1963–1971)
- Raksti 6 sēj. (1985–1988)